# Julia Franck

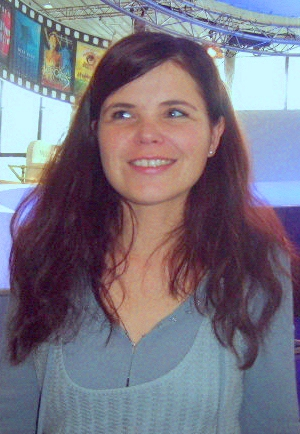
Julia Franck, 2007

Julia Franck (Oost-Berlijn, 20 februari 1970) is een Duitse schrijfster. 

## Levensloop
Julia Franck werd samen met haar tweelingzuster in Lichtenberg, een wijk van Berlijn geboren. Haar moeder Anna Katharina Franck was toneelspeelster en haar vader Jürgen Sehmisch was regisseur. Verder is ze een kleindochter van de beeldhouwster Ingeborg Hunzinger en het achter-achterkleinkind van de kunstschilder Philipp Franck.
In 1978 vertrok haar moeder samen met de vier dochters van Oost-Berlijn naar het Westen, alwaar ze eerst negen maanden in het opvangkamp Marienfelde verblijven moesten. Daarna gingen ze bij de plaats Rendsburg in Sleeswijk-Holstein wonen. Julia Franck ging daar naar de Waldorfschule, waarna ze in 1983 weer verhuisde naar Berlijn om bij vrienden te gaan wonen. In 1991 haalde ze alsnog haar eindiploma van het gymnasium. Vervolgens studeerde ze rechten, oud-Amerikanistiek, nieuwe Duitse literatuur en filosofie aan de Vrije Universiteit Berlijn.
Daarnaast had ze veel bijbaantjes, waaronder het meewerken aan verschillende kranten en bij de radio, waar ze regieassistent was bij de Sender Freies Berlin. Julia Franck bracht tevens enkele maanden door in de VS, Mexico en Guatemala. 
Vandaag de dag woont zij samen met haar kinderen weer in Berlijn, nu in de wijk Friedenau. Sinds 2001 is ze lid van het P.E.N.-Zentrum Deutschland.

## Werk
Julia Franck verwierf als schrijfster voor het eerst bekendheid in het midden van de jaren ’90 door haar deelname aan literaire wedstrijden. In 1994 won ze de Jeugdwedstrijd van het Neue Gesellschaft für Literatur. Met het kortverhaal Die Wunde won ze in 1995 de wedstrijd Open Mike van de Literaturwerkstatt Berlin.
Francks literaire debuut, de roman Der neue Koch verscheen in 1997 bij uitgeverij Ammann. Het is het verhaal van een hotelerfgename die na de dood van haar moeder noodgedwongen nieuwe vrijheden en kansen neemt.
Vanaf 1998 publiceerde Franck in talrijke verzamelwerken, waaronder het verhaal Zwei in Ein Spaziergang war es nicht. Kindheiten zwischen Ost und West, dat in samenwerking met haar tweelingzus Cornelia tot stand is gekomen.
In 1999 verscheen de roman Liebediener bij uitgeverij DuMont. In dit boek wordt een driehoeksverhouding beschreven. Volgens de Süddeutsche Zeitung was dit hét liefdesverhaal van de jaren negentig. Voor Liebediener kreeg Julia Franck  een beurs van de Stiftung Niedersachsen.
Voor het grote publiek werd Julia Franck bekend in de zomer van 2000. In juni werd ze genomineerd voor de Ingeborg-Bachmann-Preis in Klagenfurt en won de 3sat-Preis voor het kortverhaal mir nichts dir nichts. Dit verhaal werd later opgenomen in de bundel Bauchlandung. Geschichten zum Anfassen, die ook verscheen bij DuMont. In augustus 2000 werd Bauchlandung besproken in het beroemde Literarisches Quartett van Marcel Reich-Ranicki. Daarnaast was ze te gast in de Harald Schmidt Show.
In 2003 verscheen de roman Lagerfeuer. In die boek wordt het leven van DDR-vluchtelingen in het zogenaamde Gouden Westen van de jaren ‘70 vanuit vier verschillende perspectieven verteld. Franck thematiseert de wederzijdse demonisering en de spanningen tussen Oost en West. Ook schrijft ze over de drang naar welvaart, geluk en begrip aan beide kanten van het IJzeren Gordijn.
Voor de roman Die Mittagsfrau, die in september 2007 bij S. Fischer Verlag verscheen, kreeg Julia Franck de Deutscher Buchpreis. Daardoor werd van de roman bijna een miljoen exemplaren verkocht en stond hij maandenlang op bestsellerlijst van Der Spiegel.
In 2009 bracht Julia Franck de bloemlezing Grenzübergange: Autoren aus Ost und West erinnern sich uit, eveneens bij de S. Fischer. Verlag Hierin brengt ze werk van een aantal bekende auteurs rond dit thema samen.
In 2011 verscheen de roman “Rücken an Rücken” bij S. Fischer Verlag. In dit boek beschrijft Franck het verhaal van een familie in het Duitsland van de jaren vijftig en zestig. Dit doet ze aan de hand van de gebeurtenissen uit het leven van een broer en zus.
Julia Franck is zowel bij het ruime lezerspubliek als bij de critici geliefd. Volgens literatuurcriticus Denis Scheck zijn Francks boeken voor iedereen toegankelijk omdat ze zo duidelijk en levendig geschreven zijn, en behoeven ze geen commentaar door critici.
Het centrale thema van Francks recentere oeuvre is de Duitse geschiedenis in het algemeen, en haar familiegeschiedenis in het bijzonder. In interviews benadrukt Julia Franck dat de werkelijkheid voor haar niet meer dan een creatieve aanzet betekent, in geen enkele van haar romans wordt bijvoorbeeld een perfecte kopie van een van haar familieleden ten tonele gevoerd. Zowel in haar roman Lagerfeuer als in haar voorwoord voor de bloemlezing Grenzübergänge heeft ze het over haar ervaringen in zowel de vroegere DDR als in de Bondsrepubliek. Ze is voor beide staten even kritisch.
Zoals heel wat andere jonge Duitse auteurs werd Julia Franck rond de eeuwwisseling bekend, toen de Duitse hedendaagse literatuur sterker in de belangstelling kwam te staan. Veel boeken van jonge auteurs verwierven toen op korte tijd cultstatus. Enkele literatuurcritici rekenden Julia Franck tot de schrijfsters van het zogenaamde Fräuleinwunder, ook al werd ze niet genoemd in het artikel van Volker Hage uit Der Spiegel, waarin hij het begrip introduceerde. Literatuurcritici en -wetenschappers bekritiseerden het volgens hen vage en chauvinistische begrip, toch wordt het vandaag nog steeds gebruikt.
De boeken van Julia Franck zijn vertaald in 39 talen.

## Literaire prijzen
- 1995 Winnaar van de open mike door de Literaturwerkstatt Berlin
- 1998 Alfred-Döblin-Stipendium
- 1999 Stipendium van de Stiftung Niedersachsen (Stichting Nedersaksen)
- 2000 Ingeborg-Bachmann-Preis
- 2004 Marie-Luise-Kaschnitz-Preis
- 2005 Roswitha-Preis, Villa Massimo-Stipendium
- 2006 Julia Franck krijgt een erebaan aangeboden als docent in de poëzie in Wiesbaden.
- 2007 Deutscher Buchpreis voor Die Mittagsfrau
- 2010 Shortlist van de Independent Foreign Fiction Prize van de Engelse krant The Independent
- 2010 Shortlist van de Wingate Literary Prize van het Engels-Joodse tijdschrift The Jewish Quarterly
- 2014 Longlist van de Independent Foreign Fiction Prize

### Als schrijfster
- Der neue Koch, roman, Zürich 1997
- Liebediener, roman, Keulen 1999, vertaald als De Gigolo
- Bauchlandung. Geschichten zum Anfassen, Keulen 2000, vertaald als Buiklanding
- Lagerfeuer, roman, Keulen 2003, vertaald als Kampvuur
- Mir nichts, dir nichts, verhalen, Keulen 2006
- Die Mittagsfrau, roman, Frankfurt am Main 2007, vertaald als De middagvrouw
- Rücken an Rücken, roman, Frankfurt am Main 2011
- Welten auseinander, roman, Frankfurt am Main 2021

### Als samensteller
- Grenzübergänge. Autoren aus Ost und West erinnern sich., verzamelbundel, Frankfurt am Main 2009

- Biblioteca Nacional de España: XX4698433
- Bibliothèque nationale de France: cb145278257 (data)
- Catàleg d'autoritats de noms i títols de Catalunya: 981058521512106706
- Gemeinsame Normdatei: 115651470
- International Standard Name Identifier: 0000 0001 1616 2520
- Library of Congress Control Number: nr97044211
- Bibliotheek van het Japanse parlement: 01229539
- Nationale Bibliotheek van Tsjechië: ola2004217015
- Nationale Bibliotheek van Israël: 987007284267805171
- Nationale Bibliotheek van Polen: a0000002904346
- Nederlandse Thesaurus van Auteursnamen: 213197413
- Istituto Centrale per il Catalogo Unico: UBOV988063
- LIBRIS: 299157
- Système universitaire de documentation: 076100804
- Virtual International Authority File: 32232813
- WorldCat: E39PBJymC6fykv33GFkpVqVBfq